# Villaines-la-Carelle
Villaines-la-Carelle – miejscowość i gmina we Francji, w regionie Kraj Loary, w departamencie Sarthe.
Według danych na rok 1990 gminę zamieszkiwało 175 osób, a gęstość zaludnienia wynosiła 12 osób/km² (wśród 1504 gmin Kraju Loary Villaines-la-Carelle plasuje się na 1073. miejscu pod względem liczby ludności, natomiast pod względem powierzchni na miejscu 797.).